# Lussat, Puy-de-Dôme

Lussat este o comună în departamentul Puy-de-Dôme, Franța. În 1 ianuarie 2022 avea o populație de 944 de locuitori.